# Eustancino Kazonga
Eustancino Kazonga ist ein Politiker in Sambia.
Eustancino Kazonga war der Direktor für Ausbildungsstandards bei Technical Education, Vocational and Entrepreneurship Training Authority (TEVETA), einer staatlichen Organisation für berufliche Fortbildung, die aus Gründen der Abstimmung der Normen eng mit dem British Council zusammenarbeitet. In der Wahlen in Sambia 2006 gewann er für das Movement for Multiparty Democracy das Mandat im Wahlkreis Chavuma in der Nationalversammlung (andere, ebenfalls offizielle Quelle nennt den Wahlkreis Vubwi in der Ostprovinz). Im Oktober 2006 wurde er zum Stellvertretenden Minister für Lokale Regierung und Liegenschaften ernannt.